# Хохлов, Александр Николаевич
Алекса́ндр Никола́евич Хохло́в (26 февраля 1929, Томск — 16 октября 2015, Москва) — советский и российский синолог, сотрудник Института востоковедения РАН, историк, архивист и путешественник, исследователь русско-китайских отношений и российского китаеведения.

## Биография
Родился в семье строительного рабочего. Рано осиротел, детство и отрочество провёл в детском доме. В 1951 году окончил Московский институт востоковедения. Кандидат исторических наук (с 9 февраля 1972), тема диссертации: «Своды законов династии Цин как источник по аграрной истории Китая середины XVII — начала XIX в». Переводчик в КНР на Китайской Чанчуньской железной дороге (1951—1953). Научный сотрудник Института китаеведения АН СССР (1957—1961), ИВ АН СССР/РАН (с 1961), старший научный сотрудник (с 1978). Член Всесоюзной ассоциации китаеведов, Всероссийской ассоциации востоковедов. Область научных интересов: новая и новейшая история Китая; история и культура Китая, Японии, Кореи и Монголии; история отечественного востоковедения и др. Участник многих международных и всероссийских конференций и симпозиумов. Не опубликовав при жизни ни одной собственной книги, он перед смертью завершил работу над обобщающей монографией «Китайские старопечатные книги в России XIX—XX вв. (Государственные и частные коллекции китайских ксилографов)», которая увидела свет в 4-м томе «Архива российской китаистики» (2017).
С 1974 по 1993 редактировал материалы ежегодной научной конференции «Общество и государство в Китае» и стал автором 60 работ, опубликованных в сборниках этой конференции в 1971—2015 годах.

## Труды
- Новая история Китая / Отв. ред. С. Л. Тихвинский. — М. : Наука, 1972. — 637 с., главы: Китай под властью маньчжурской династии Цин в XVII—XVIII вв. — С. 13—64.; Цинская империя накануне вторжения капиталистических держав (90-е годы XVIII в. — 40-е годы XIX в.). — С. 65—100.).
- Н. Я. Бичурин и его вклад в русское востоковедение (К 200-летию со дня рождения) : Материалы конф. : в 2 ч. — М. : Наука, 1977. (сост., отв. ред. и авт. ст.): Н. Я. Бичурин и его труды о Монголии и Китае первой половины XIX в.. — Ч. 1. — 141 с. — С. 3—53.; Новые материалы к биографии Н. Я. Бичурина. — Ч. 2. — 133 с. — С. 111—132..
- Духовная культура Китая : Энциклопедия : в 5 т. / Гл.  ред.  M. Л.  Титаренко; Ин-т Дальнего Востока РАН. — М : Вост. лит., 2006—2010. — [Т. 4] : Историческая мысль. Политическая и правовая культура. — 2009. — 935 с. — ISBN 978-5-02-036380-9. (т. 4) (Вэй Юань. — С. 462—463; Вень Сян. — С. 463; Гуй Лян. — С. 469—470; Дай Хун-цы. — С. 476—477; «Дай Цин люй ли». — С. 480—484; «Дай Цин хуй дянь». — С. 484—488; «Дай Цин хуй дянь шили». — С. 489—490; Дун Сюнь. — С. 491; И Синь. —С. 502—503; И Чжу. — С. 503—504; Линь Цзэ-сюй. — С. 535—536; Лифаньюань. — С. 536; Ли Хун-чжан. — С. 536—539; Минь Нин. — С. 578; Сюй Цянь-сюэ. — С. 625; Тунвэньгуань. — С. 649—650; Хуан Син. — С. 678—679; Цзунли Ямэнь. — С. 705—706; Цзюньцзичу. — С. 711; Цзян Лян-ци. — С. 713; Ци Ин. — С. 721—722; Чжан Чжи-дун. — С. 758—760; Юань Тун-ли. — С. 825—826).
- Н. Я. Бичурин и его труды о Монголии и Китае // Вопр. истории. — 1978. — № 1. — С. 55—72. — ISSN 0042-8779.
- Об источниковедческой базе работ Н. Я. Бичурина о цинском Китае // Народы Азии и Африки. — 1978. — № 1. — С. 129—137. — ISSN 0130-6995.
- Н. Я. Бичурин и Российская Академия Наук // Вестн. Акад. наук СССР. — 1978. — № 6. — С. 115—124. — ISSN 0002-3442.
- Памяти великого французского просветителя // Новая и новейшая история. — 1979. — № 1. — С. 216—218. — ISSN 0130-3864.
- И. А. Ладухин: судьба таланта в старой России // Проблемы Дал. Востока. — 1991. — № 4. — С. 169—176. — ISSN 0131-2812.
- Общество и государство в Китае: традиционные проблемы и новые подходы // Восток. — 1991. — № 6. — С. 125—136. — ISSN 0869-1908. (совм. с А. А. Бокщаниным)
- Подготовка русских переводчиков-японистов в Японии и деятельность И. Д. Касаткина // Восток. — 1994. — № 5. — С. 64—74.
- Сунь Ят-сен и его планы железнодорожного строительства в Китае // Вопр. истории. — 2005. — № 5. — С. 116—127.
- Первый преподаватель русского языка в Корее Н. Н. Бирюков: педагог, организатор военной разведки и дипломат // Проблемы Дал. Востока. — 2008. — № 1. — С. 153—160.
- Гуманная акция российской дипломатии в отношении населения Китая и Монголии в 1912 г. // Вопр. истории. — 2008. — № 9. — С. 83—92.
- Первый преподаватель русского языка в Пекине А. Ф. Попов // Вопр. истории. — 2009. — № 11. — С. 76—87.
- Положение японцев на русском Дальнем Востоке. 1904—1905 гг. // Вопр. истории. — 2010. — № 4. — С. 78—87.
- Из писем Н. К. Рериха сыну Святославу, 1940—1947 гг. // Вопр. истории. — 2010. — № 11. — С. 69—79.
- Торговля и предпринимательская деятельность россиян в Китае во второй половине XIX века // Рос. история. — 2012. — № 3. — С. 144—152. — ISSN 0869-5687.